# Pryp"jat'
Pryp"jat' (in ucraino Прип'ять?, denominata in epoca sovietica in russo Припять?, Pripjat') è una città fantasma ucraina dell'oblast' di Kiev, situata nei pressi del confine tra Ucraina e Bielorussia. La città è stata abbandonata dopo il disastro nucleare avvenuto nel 1986 nella lì situata centrale di Černobyl', che dista circa 2 km dalla città, e si trova all'interno della zona di alienazione. La città è caduta nelle mani delle forze russe il 24 febbraio 2022, durante l'invasione russa dell'Ucraina.
Pryp"jat' era una città moderna, che al momento dell'abbandono contava circa 50 000 abitanti e possedeva due ospedali, di cui uno pediatrico, due centri commerciali, due hotel, numerosi bar e ristoranti, un cinema, un teatro, un centro polifunzionale. La piscina coperta fu lasciata attiva fino al 2000, al servizio del personale che continuava a lavorare presso la centrale. Pryp"jat' era soprannominata «la città dei fiori» per via delle numerose aiuole.

## Geografia fisica
La città è affiancata dal fiume Pripjat (in ucraino Pryp"jat'?), con vaste paludi. Il territorio circostante presenta pianure, laghi, pozze, paludi e stagni.

### Clima
Gli inverni sono rigidi con abbondanti nevicate, con temperature che abitualmente scendono sotto i -20 °C. Le estati sono fresche e ventilate con poche precipitazioni e la temperatura verso luglio-agosto non supera i 32 °C.

### Territorio
La città, che si trova nelle vaste paludi del Pripjat, è stata abbandonata nel 1986, diventando un paradiso per gli animali selvatici che, non dovendo più interagire con gli uomini, possono circolare liberamente e occupare strutture e abitazioni. Sono stati avvistati in particolare lupi, orsi e volpi. Il territorio è prevalentemente pianeggiante, con fiumi di corso breve e non navigabili, eccetto il fiume Pripjat.

#### Radiazioni
I livelli di radiazione si aggirano tra i 15 e i 300 microröntgen, non superando la dose letale di oltre 300 mR, tuttavia i visitatori e gli eventuali veicoli potrebbero essere sottoposti a una decontaminazione contro le radiazioni. Il parco giochi è la porzione più radioattiva della città, essendo esposto direttamente alle fonti di radiazioni provenienti dalla centrale. Il giorno del disastro il vento portò lì le prime particelle radioattive, le quali investirono anche la grande foresta.

## Origini del nome
L'origine del toponimo è da ricercare in quella dell'omonimo fiume, che potrebbe derivare da pripeč che sta per "riva sabbiosa" o dal baltico-occidentale preipente ovvero "fiume degli speroni". Secondo Max Vasmer il nome originale del fiume, Prypet' (in ucraino Припеть?), potrebbe avere il significato di "tributario" quindi "affluente" (del fiume Dnepr).

## Storia
La città di Pryp'yat non era una città chiusa, a differenza di quanto farebbe presupporre l'installazione militare Duga, conosciuta anche come Černobyl' 2. La cittadina fu costruita a partire dal 4 febbraio 1970 per ospitare i lavoratori e i costruttori della centrale nucleare di Černobyl' con le loro famiglie. Inizialmente si pensò di costruire sia la centrale che la città a circa 25 km da Kiev, ma l'Accademia nazionale delle scienze e altre istituzioni ritennero che sarebbero state troppo vicine, perciò furono costruite a circa 100 km di distanza. Negli anni successivi, il numero di abitanti aumentò notevolmente grazie a una qualità della vita relativamente alta rispetto al resto dell'Unione Sovietica; nell'anno dell'abbandono contava circa 49 000 abitanti. Prima della tragedia, la città era visitabile, ma dopo la formazione della zona di alienazione, la circolazione è stata fortemente ridotta fino al 2011. Le visite alla città sono contingentate e soggette a limitazioni precauzionali.

### Evacuazione
(Frase sulla bacheca di classe di un asilo della città)

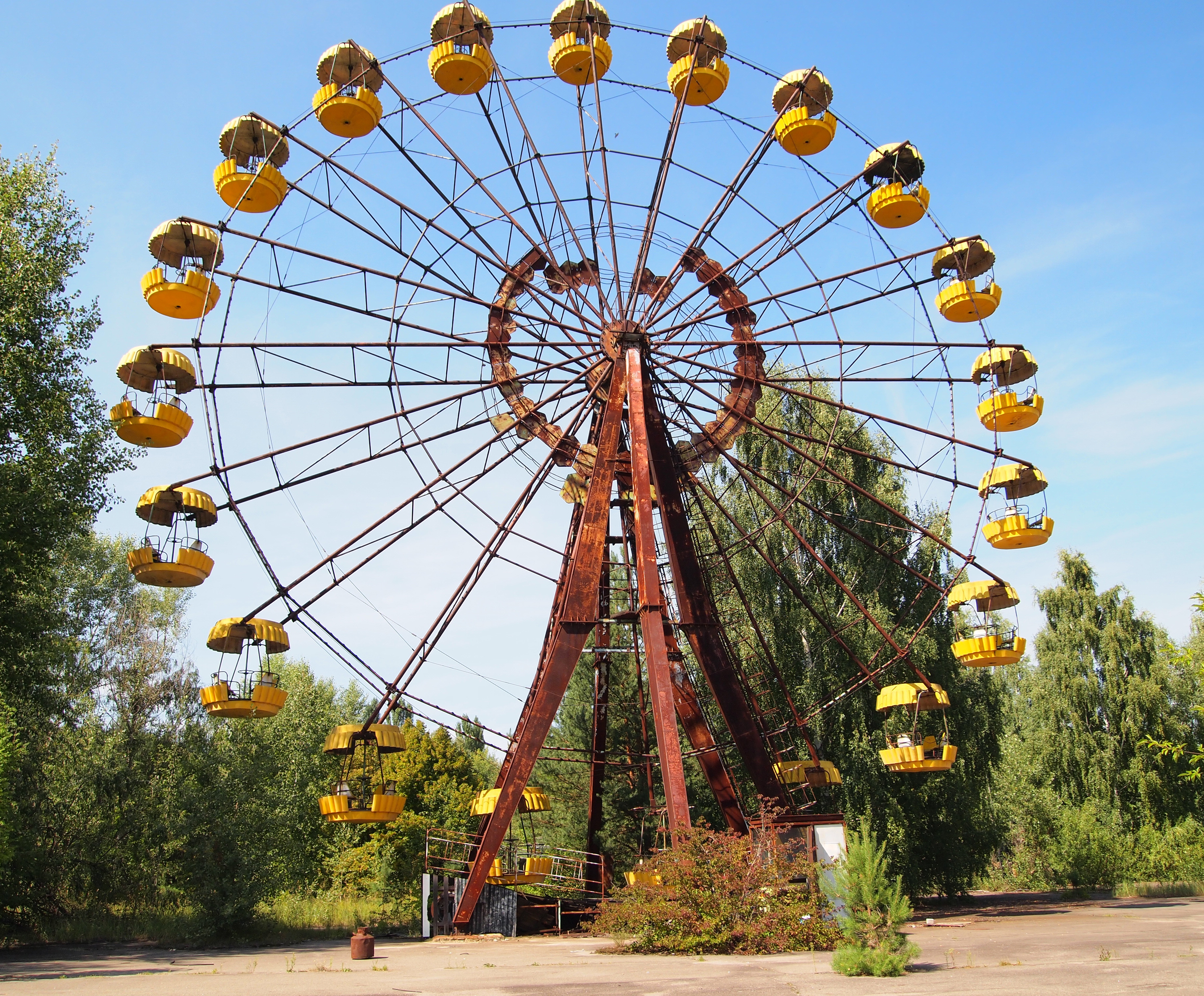
La ruota panoramica del luna park installata e mai utilizzata.

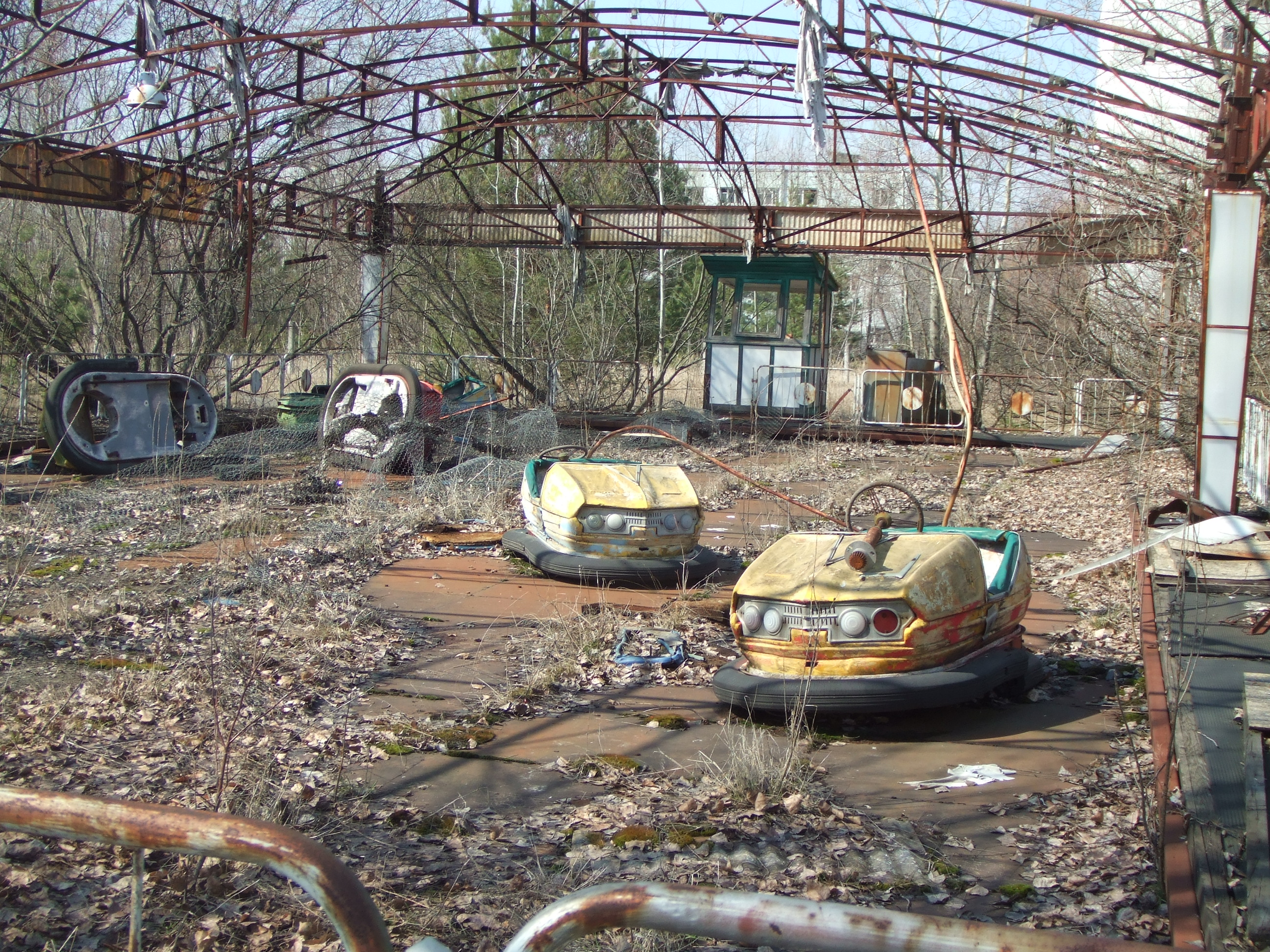
Autoscontri nel parco giochi; a Pryp"jat' abitavano circa 17000 bambini.

In seguito all'esplosione del reattore 4 della vicina centrale nucleare, avvenuta il 26 aprile 1986, fu ordinata l'evacuazione dei centri abitati nel raggio di 30 km. Per trasportare gli sfollati furono utilizzati diversi autobus e veicoli militari, poi abbandonati a Rozsocha, nella zona di alienazione, mentre per ospitare i circa 100 000 abitanti evacuati fu costruita una nuova atomgrad, la città di Slavutyč, a circa 50 km dalla centrale nucleare.
(Messaggio di evacuazione)

## Monumenti e luoghi d'interesse

### Architetture civili
- Palazzo della Cultura "Energetyk", su piazza Lenin, centro polifunzionale.
- Hotel Polissja, uno degli edifici più alti della città.
- Piscina Lazurny, dopo l'incidente nucleare rimase uno degli edifici meno radioattivi della città.
- Parco divertimenti di Pryp"jat', mai inaugurato, utilizzato come campo di atterraggio per gli elicotteri dei liquidatori, la cui ruota panoramica è diventata un'icona di Pryp"jat'.

## Cultura
Gli abitanti erano in prevalenza ucraini ma vi era anche un 3% proveniente dal resto del mondo. Nel periodo natalizio veniva organizzato un concerto su piazza Lenin e una marcia su via Prospettiva Lenin.

### Istruzione

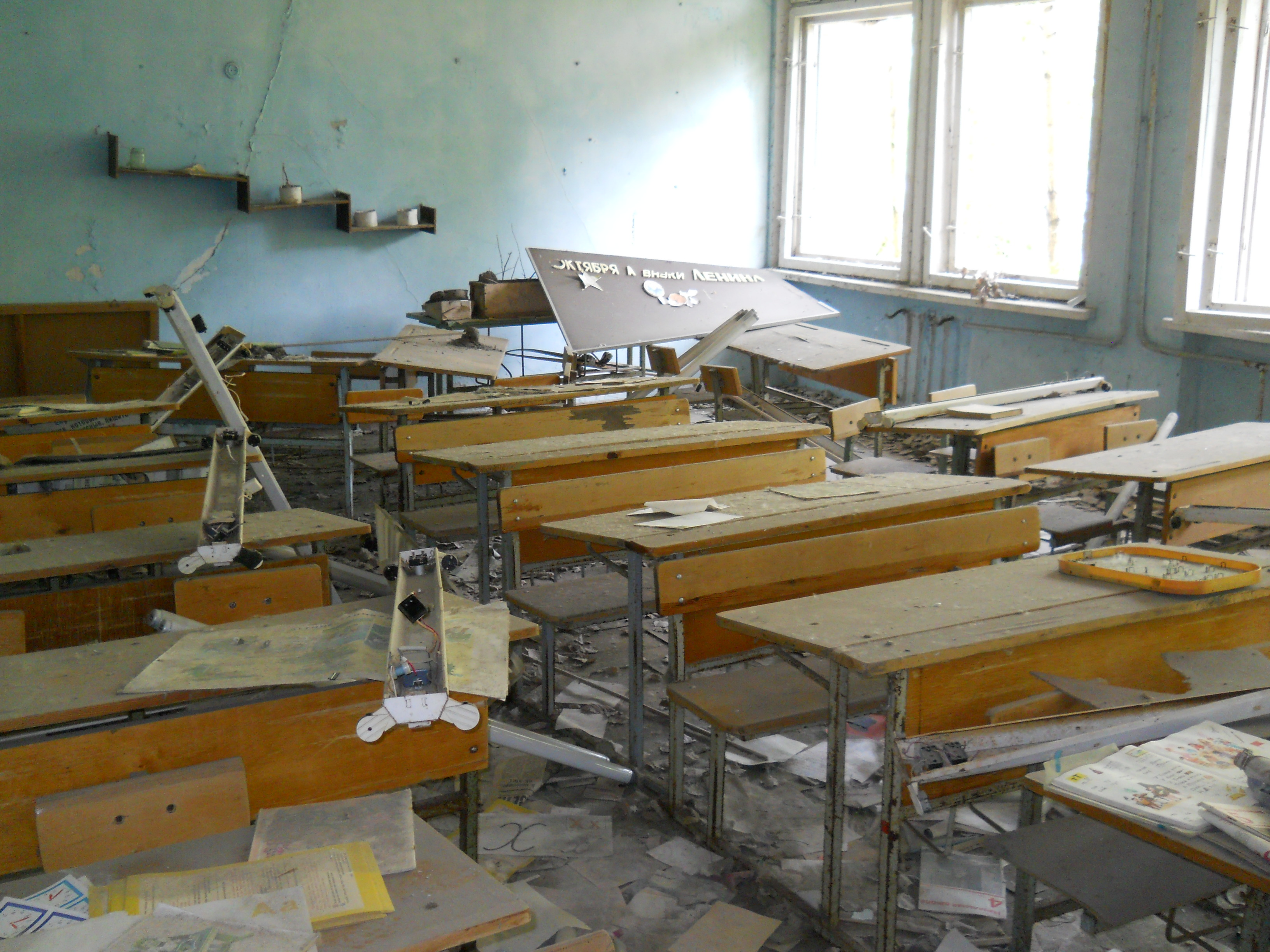
L'aula di una scuola abbandonata.

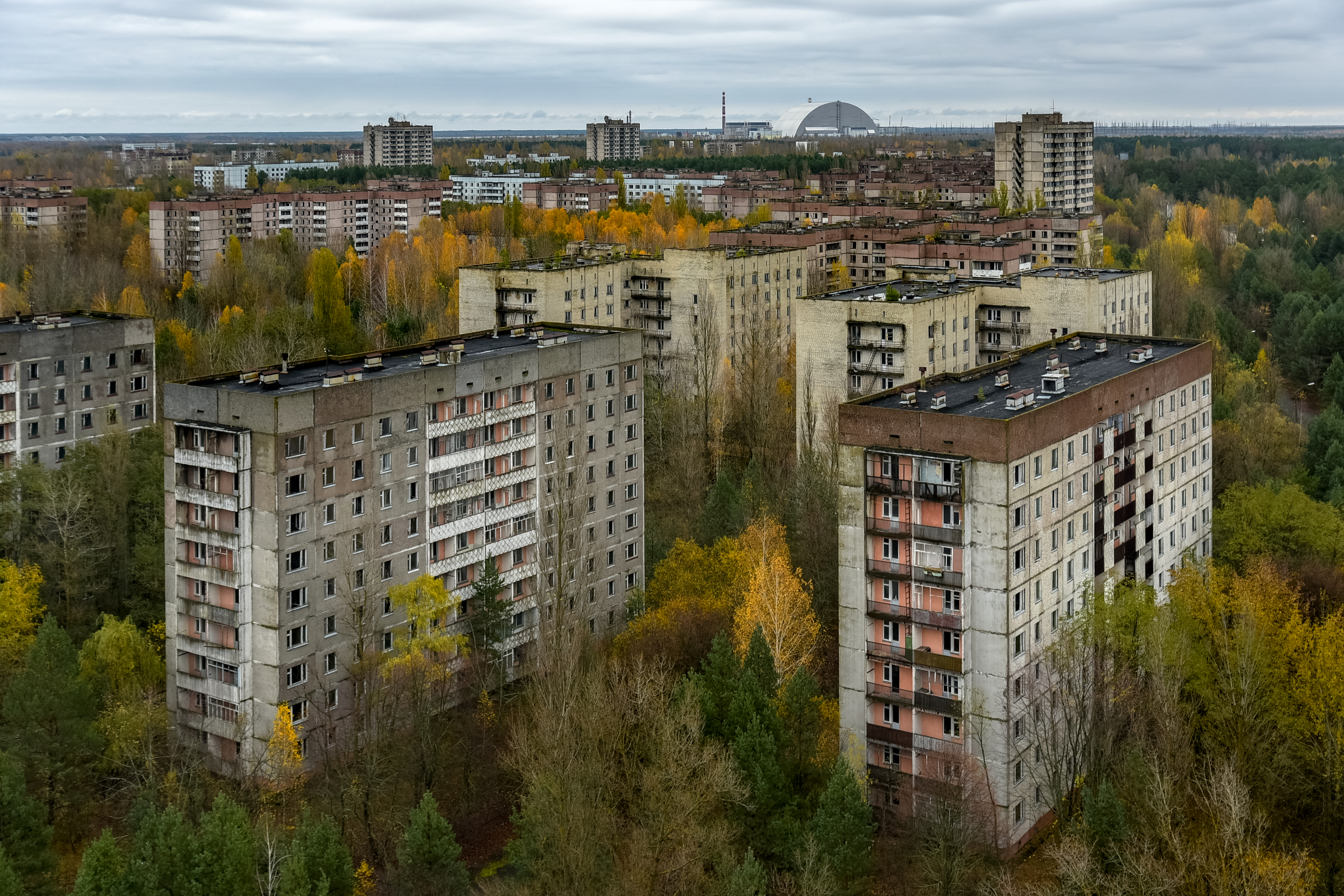
Veduta di Pryp"jat' con il nuovo sarcofago della centrale nucleare di Černobyl' sullo sfondo (2019).

La città era provvista di sette scuole secondarie e quindici tra scuole dell'infanzia e scuole primarie, mentre non vi era alcuna università.

### Nella cultura di massa

#### Cinema e televisione
- Godzilla, regia di Roland Emmerich (1998)
- Transformers 3, regia di Michael Bay (2011)
- Chernobyl Diaries, regia di Bradley Parker (2012)
- Die Hard - Un buon giorno per morire, regia di John Moore (2013)
- Top Gear (2014) - puntata 21x3
- Chernobyl, di Johan Renck (2019)[14]

#### Musica
- Videoclip del brano Marooned (1994) dei Pink Floyd
- Videoclip del brano Sweet People (2010) di Al'oša
- Videoclip del brano This Momentary (2010) dei Delphic
- The Ghosts of Pripyat (2014), brano di Steve Rothery
- Primavera a Pryp'Jat (2017), brano di Cernobyl Crew e Claver Gold
- Videoclip del brano Life is golden (2018) dei Suede
- Come Pripyat (2021), brano di Caparezza
- Videoclip del brano Volny (2020) dei Molčat Doma
- Videoclip del brano Omega Man (2021) di Paul Draper e Steven Wilson)

#### Letteratura
- Lupo mangia cane (2004) di Martin Cruz Smith
- L'ultimo oracolo (2008) di James Rollins
- Il tribunale delle anime (2011) di Donato Carrisi
- Dampyr n. 194 (2016) di Luigi Mignacco e Andrea Del Campo[15]

#### Videogiochi
- Call of Duty 4: Modern Warfare (missioni Mimetizzazione perfetta e Sicario infallibile)
- Call of Duty: Modern Warfare 2 (mappa multiplayer Wasteland e missione speciale Nascosto)
- S.T.A.L.K.E.R.: Shadow of Chernobyl
- S.T.A.L.K.E.R.: Call of Pripyat
- S.T.A.L.K.E.R.: Clear Sky (la città di Limansk è derivata da Pryp''jat')
- S.T.A.L.K.E.R. 2: Heart of Chornobyl
- Warface

## Geografia antropica

### Suddivisioni amministrative

I 10 microdistretti di Pryp''jat'.

La città era divisa in dieci microdistretti:
- Microdistretto 1
- Microdistretto 2
- Microdistretto 3
- Microdistretto 4
- Microdistretto 4a
- Microdistretto 5
- Centro città
- Complesso ospedaliero
- Case popolari

## Economia

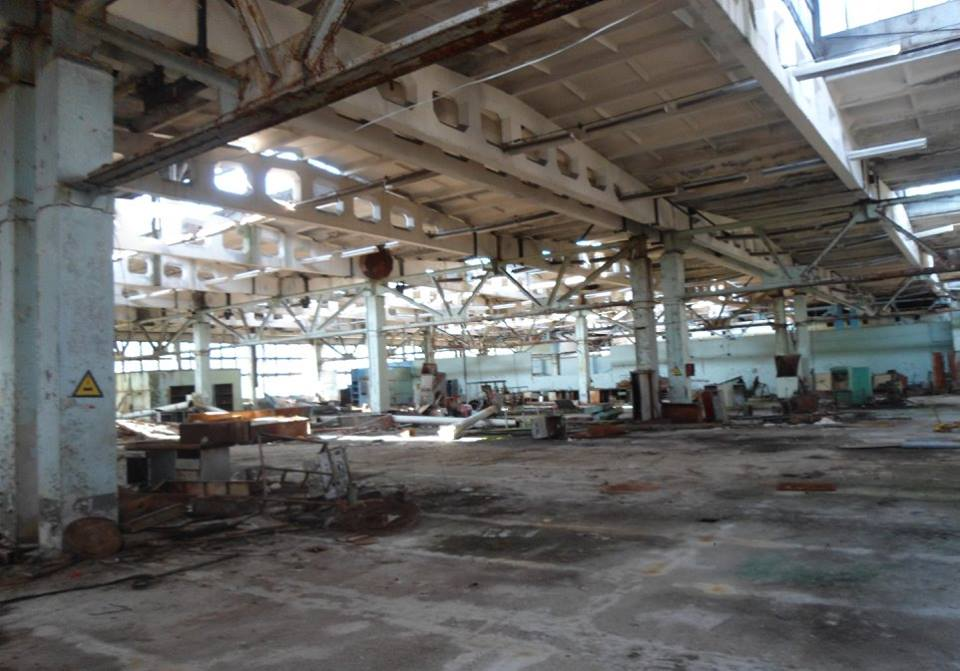
La fabbrica Jupiter di Pryp''jat'.

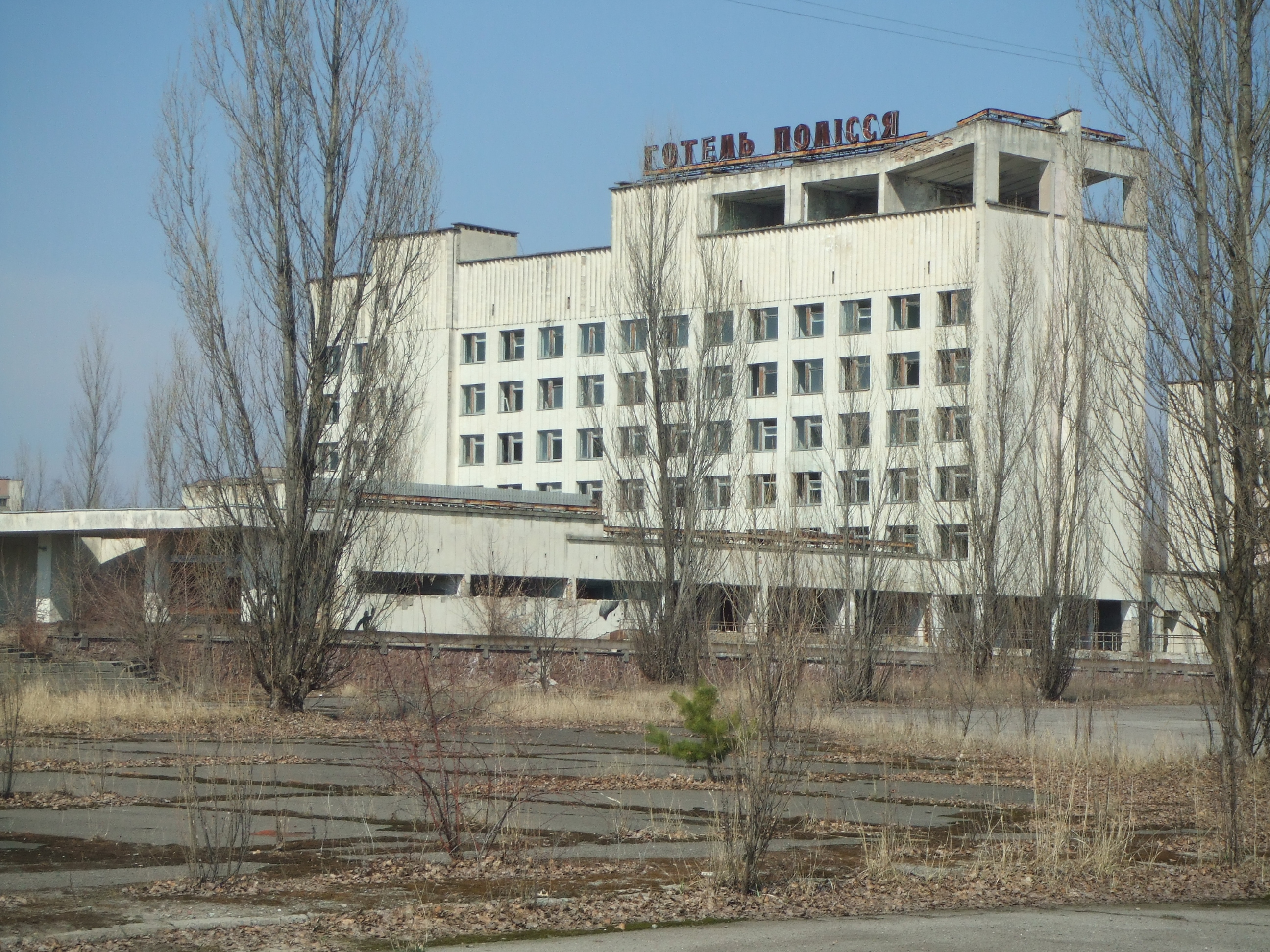
L'hotel Polissja, uno dei due alberghi della città.

La principale fonte di impiego era la vicina centrale nucleare. Altri punti nell'economia della città erano l'hotel Polissja e la fabbrica Jupiter, che forniva segretamente semiconduttori all'esercito sovietico. Poi c'è il magazzino Raduga (Arcobaleno) che aveva cibo per gli abitanti.

### Turismo

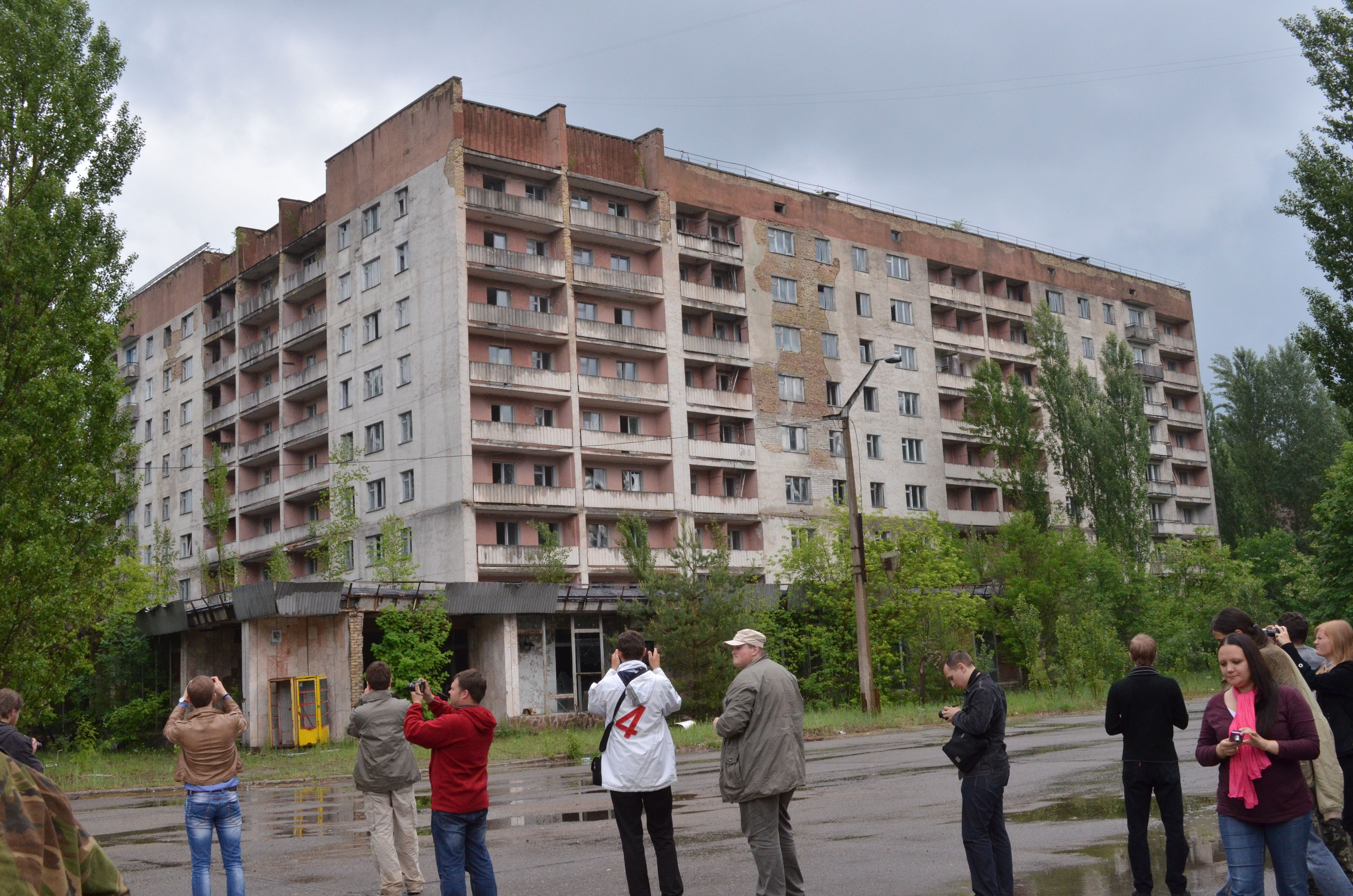
Turisti in visita a Pryp"jat', nel 2013

A causa della controversa storia e dell'incontaminabilità della città, Pryp"jat' è un'importante meta turistica, poiché i livelli di radiazione sono drasticamente diminuiti. A causa di alcuni crolli avvenuti tra il 2012 e il 2013 ai turisti è stato vietato di visitare autonomamente la città, anche se è possibile tramite prenotazione sul sito web della città.
Agli ex residenti è concessa una visita nell'anniversario della tragedia e nella ricorrenza del primo maggio.
Molte costruzioni non sono strutturalmente stabili, a causa della totale assenza di manutenzione, o hanno subito una dose troppo elevata di radiazioni per poter essere visitate. Mentre è relativamente sicuro restare all'aria aperta, addentrarsi negli edifici può essere pericoloso, inoltre tutte le porte e finestre sono state lasciate aperte per poter disperdere le radiazioni, motivo per cui nel palazzo della Cultura sulla Piazza Lenin non ci sono più le vetrate.
Nel 2017 la città è stata visitata da 50 200 persone.
In seguito alla messa in onda della miniserie televisiva Chernobyl, tra maggio e giugno 2019, le prenotazioni per visite turistiche a Pryp"jat' e nell'area della centrale nucleare sono aumentate del 40%.
Nel luglio 2019 il presidente ucraino Volodymyr Zelens'kyj, in seguito all'aumento del turismo nella zona di alienazione di Černobyl', ha firmato un decreto che autorizza il libero accesso ai turisti nell'area con la creazione di un corridoio verde. I progetti per il sito comprendono nuovi corsi d'acqua e posti di blocco nell'area, una migliore copertura della rete telefonica e nuovi percorsi pedonali. Verranno anche eliminate le restrizioni in vigore sulle riprese e sulle foto.

## Infrastrutture e trasporti

### Strade
Le strade che portano alla città sono presidiate e inaccessibili senza particolari permessi. La città aveva una vasta rete di bus urbani con 167 mezzi (molti dei quali erano LIAZ 677m e Laz 695n urbani) e un'autostazione interurbana con una moltitudine di destinazioni (coperta principalmente da bus Laz 695 e Ikarus 256 interurbani).

### Ferrovie

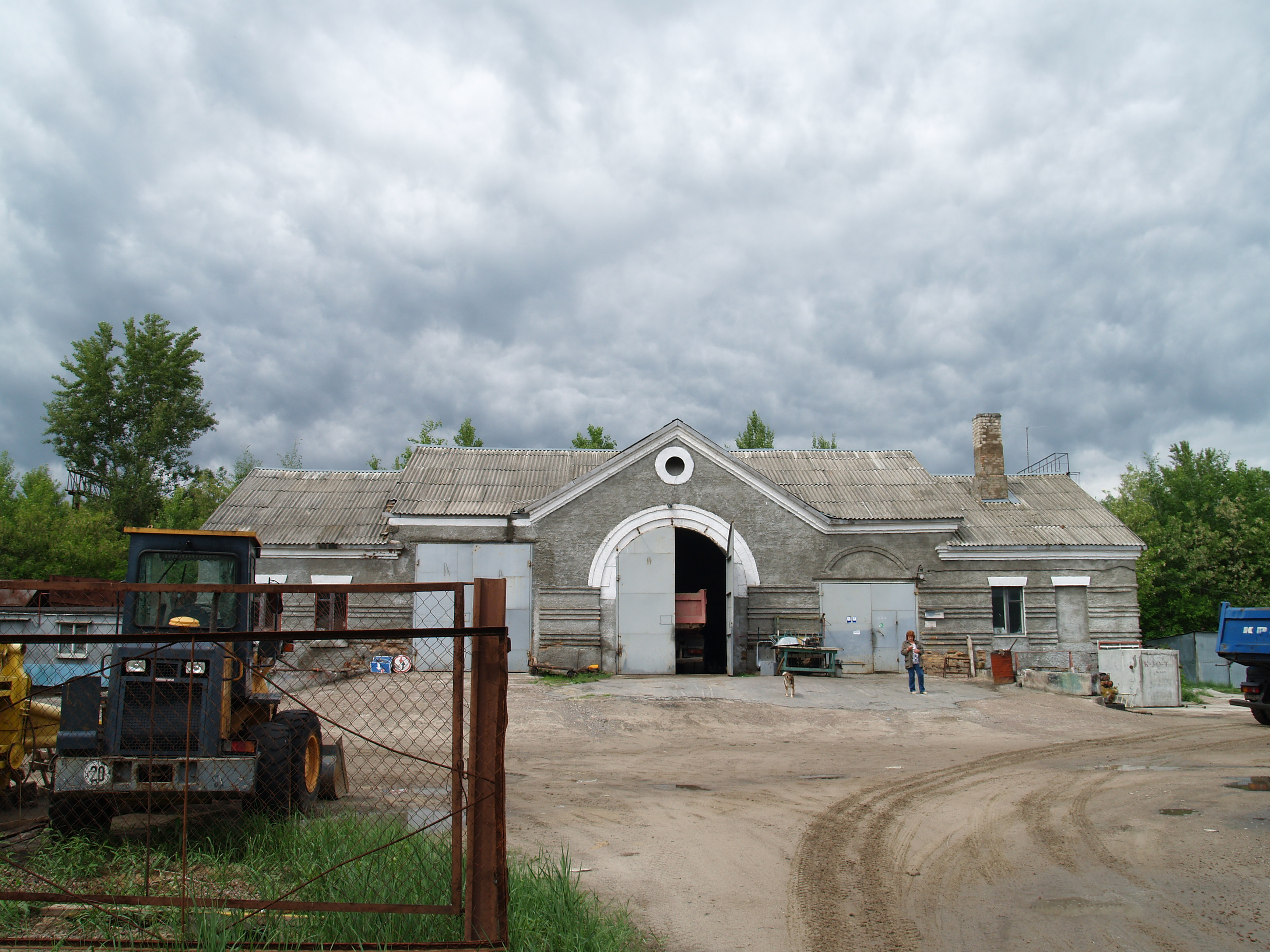
La stazione ferroviaria di Janiv.

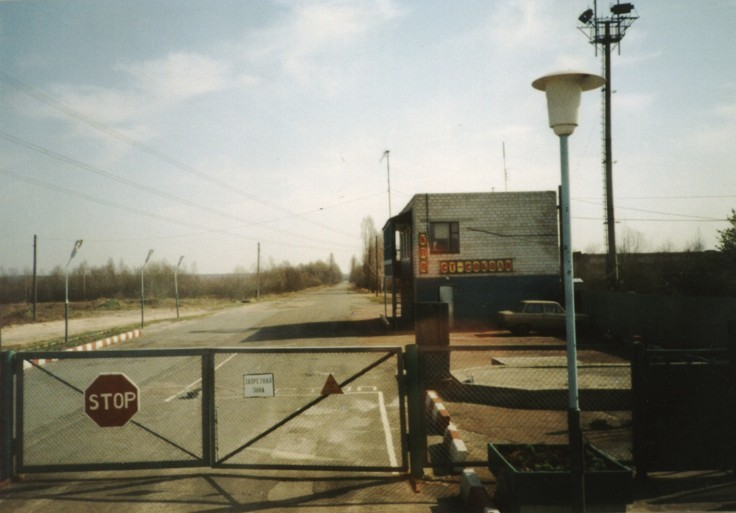
Ingresso alla "zona di alienazione".

La città era servita dalla stazione di Janiv, posta lungo la ferrovia Černihiv-Ovruč e riattivata negli anni 2010 per permettere gli spostamenti dei macchinari pesanti.

## Amministrazione
La città è amministrata dall'Agenzia statale per la gestione della zona di alienazione, un'agenzia del servizio d'emergenza ucraino dipendente dal Ministero degli affari interni.

## Sport
La città ospitava una piscina olimpica.

### Calcio
La città era sede della squadra calcistica FK Stroitel' Pripjat' che giocava presso lo stadio Avanhard.